# Joseph Hall (hockey sur glace)
Pour les articles homonymes, voir Joseph Hall et Hall.
Temple de la renommée : 1961
Joseph Henry Hall, dit Joe Hall, (né le 3 mai 1881 dans le Staffordshire en Angleterre - mort le 5 avril 1919 à l'hôpital général de Seattle de la grippe espagnole) est un joueur professionnel de hockey sur glace qui a joué dans la Ligue nationale de hockey lors des deux premières saisons de la ligue,.

## Biographie
Originaire d'Angleterre, sa famille rejoint le Manitoba alors que Joe a deux ans. En 1902, à 20 ans, il rejoint la ligue sénior de hockey du Manitoba et devient professionnel en 1905 alors qu'il rejoint l'équipe du Portage Lakes Hockey Club de la toute première Ligue internationale de hockey. Alors qu'il joue en tant qu'attaquant, il inscrit lors de cette première saison professionnelle, 33 buts en une vingtaine de matchs et récolte également le plus haut total de la ligue pour les minutes de pénalités : 98 minutes.
Il change alors assez souvent d'équipes jouant pour les Wanderers de Montréal et les Shamrocks de Montréal et en 1911-12, il joue avec les Bulldogs de Québec de l'Association nationale de hockey qui remportent la Coupe Stanley. Ils réalisent le doublé et Hall rencontre sur la glace son futur coéquipier Newsy Lalonde.
Lors de la création de la Ligue nationale de hockey, les Bulldogs ne parviennent pas à avoir les finances nécessaires pour participer à la première saison de la nouvelle ligue. Les joueurs des Bulldogs sont alors répartis entre les quatre équipes restantes de la LNH. Hall rejoint alors Lalonde et les Canadiens de Montréal.
Lors de la première saison de Hall dans la LNH, il joue alors comme défenseur et a l'honneur d'être le joueur le plus pénalisé en compagnie de Rusty Crawford totalisant 100 minutes de pénalités en 21 joutes. Les Canadiens champions de la première phase de la saison affrontent les champions de la seconde phase, les Arenas de Toronto pour le trophée O'Brien de champion des séries éliminatoires de la LNH. Les Canadiens et Joe Hall s'inclinent sur le total des deux matchs 10 à 7.
Au cours de la saison suivante, Hall engrange encore une fois beaucoup de pénalités finissant seul en tête avec 89 minutes. Les Canadiens finissent encore une fois en tête de la première phase et sont opposés pour le trophée O'Brien aux Sénateurs d'Ottawa. Les Canadiens parviennent à battre les Sénateurs en cinq matchs et doivent affronter en finale de la Coupe Stanley, les Metropolitans de Seattle de l'Association de hockey de la Côte du Pacifique.
Après 5 parties, la série est à égalité 2-2 avec un match nul. La sixième rencontre est prévue pour le 1er avril 1919 mais la pandémie de grippe espagnole force l'annulation de la série car plusieurs joueurs sont affectés. Quatre jours plus tard, Joe Hall meurt de cette épidémie. C'est la première des deux fois de l'histoire de la LNH que la Coupe Stanley n'est pas remise, la deuxième étant lors de la saison 2004-2005 qui a été annulée.
Il est intronisé à titre posthume au Temple de la renommée du hockey en 1961. Il est le seul membre de nationalité anglaise.

## Son tempérament, son style de jeu

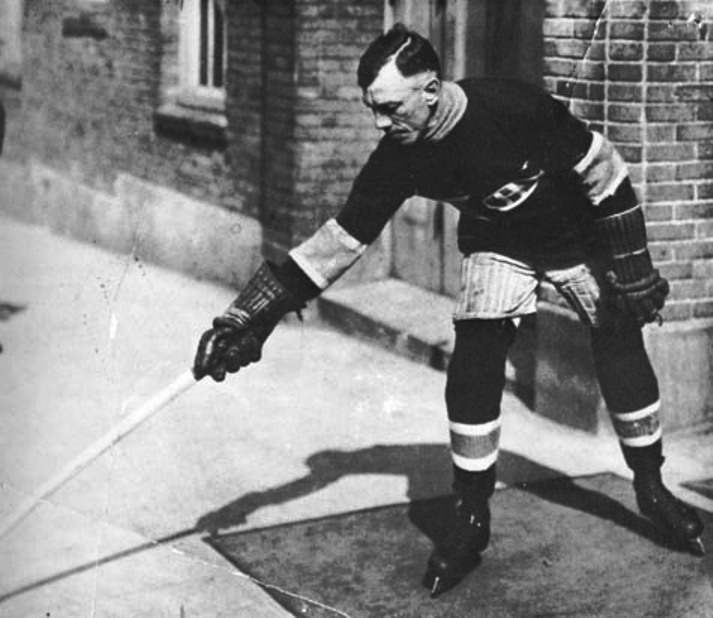
Joe Hall

Joe Hall, était reconnu pour son jeu physique, son implication dans de nombreuses altercations, ses mises en échecs et ses coups vicieux. Reconnu comme un joueur irascible, il s'enrageait contre certains joueurs et leur assénait des doubles-échecs et des coups de bâtons vicieux à la tête, notamment contre Édouard Lalonde, avec lequel, il entretenait une vive rivalité. Un jour, Alf Skinner de Toronto l'a dérangé au point où un violent combat à coup de bâton s'est ensuivi. Au terme de ce match, il fut arrêté par la police et accusé d'assaut.
Cependant, son comportement sur la glace le laissait avec une mauvaise conscience, aussi, il n'était pas rare de le voir traverser la patinoire pour aller présenter ses excuses.
Curieusement, Joe Malone disait de lui, à l'extérieur de la patinoire, qu'il était quelqu'un de très affable, sympathique et très enjoué, aimant bien s'amuser avec ses amis.

## Statistiques
| Saison     | Équipe                    | Ligue         |    | Saison régulière | Saison régulière | Saison régulière | Saison régulière | Saison régulière |   | Séries éliminatoires | Séries éliminatoires | Séries éliminatoires | Séries éliminatoires | Séries éliminatoires |
| Saison     | Équipe                    | Ligue         | PJ | B                | A                | Pts              | Pun              | PJ               | B | A                    | Pts                  | Pun                  |                      |                      |
| 1901-1902  | Brandon Hockey Club       | MNWHA-Int     | 10 | 11               | 0                | 11               | 8                |                  |   |                      |                      |                      |                      |                      |
| 1902-1903  | Brandon Elks              | MNWHA         | 6  | 8                | 0                | 8                |                  |                  |   |                      |                      |                      |                      |                      |
| 1903-1904  | Winnipeg Rowing Club      | WCAHA         | 6  | 6                | 3                | 9                | 10               |                  |   |                      |                      |                      |                      |                      |
| 1903-1904  | Winnipeg Rowing Club      | Coupe Stanley |    |                  |                  |                  |                  | 3                | 1 | 0                    | 1                    |                      |                      |                      |
| 1904-1905  | Brandon Elks              | MHL           | 8  | 11               | 0                | 11               |                  |                  |   |                      |                      |                      |                      |                      |
| 1905-1906  | Portage Lakes Hockey Club | LIH           | 20 | 33               | 0                | 33               | 98               |                  |   |                      |                      |                      |                      |                      |
| 1906-1907  | Kenora Thistles           | Coupe Stanley |    |                  |                  |                  |                  |                  |   |                      |                      |                      |                      |                      |
| 1906-1907  | Brandon Elks              | MHL-Pro       | 9  | 14               | 0                | 14               | 32               | 2                | 5 | 0                    | 5                    | 5                    |                      |                      |
| 1907-1908  | Montréal AAA              | ECAHA         | 4  | 5                | 0                | 5                | 11               |                  |   |                      |                      |                      |                      |                      |
| 1907-1908  | Shamrocks de Montréal     | ECAHA         | 4  | 4                | 0                | 4                | 6                |                  |   |                      |                      |                      |                      |                      |
| 1908-1909  | Edmonton Professionals    | APHL          | 1  | 8                | 0                | 8                | 6                |                  |   |                      |                      |                      |                      |                      |
| 1908-1909  | Wanderers de Montréal     | ECHA          | 5  | 10               | 0                | 10               | 18               |                  |   |                      |                      |                      |                      |                      |
| 1908-1909  | Maple Leafs de Winnipeg   | MHL-Pro       | 2  | 2                | 1                | 3                | 0                | 2                | 2 | 1                    | 3                    | 9                    |                      |                      |
| 1909-1910  | Shamrocks de Montréal     | ACH           | 1  | 7                | 0                | 7                | 6                |                  |   |                      |                      |                      |                      |                      |
| 1910       | Shamrocks de Montréal     | ANH           | 10 | 8                | 0                | 8                | 47               |                  |   |                      |                      |                      |                      |                      |
| 1910-1911  | Bulldogs de Québec        | ANH           | 10 | 0                | 1                | 1                | 24               |                  |   |                      |                      |                      |                      |                      |
| 1911-1912  | Bulldogs de Québec        | ANH           | 18 | 15               | 1                | 16               | 43               | 2                | 2 | 0                    | 2                    | 0                    |                      |                      |
| 1911-1912  | Bulldogs de Québec        | Coupe Stanley |    |                  |                  |                  |                  | 2                | 2 | 0                    | 2                    | 2                    |                      |                      |
| 1912-1913  | Bulldogs de Québec        | ANH           | 18 | 6                | 2                | 8                | 78               | 2                | 3 |                      | 32                   |                      |                      |                      |
| 1912-1913  | Bulldogs de Québec        | Coupe Stanley |    |                  |                  |                  |                  | 2                | 3 | 0                    | 3                    | 0                    |                      |                      |
| 1913-1914  | Bulldogs de Québec        | ANH           | 19 | 13               | 4                | 17               | 61               |                  |   |                      |                      |                      |                      |                      |
| 1914-1915  | Bulldogs de Québec        | ANH           | 20 | 3                | 2                | 5                | 52               |                  |   |                      |                      |                      |                      |                      |
| 1915-1916  | Bulldogs de Québec        | ANH           | 23 | 1                | 2                | 3                | 89               |                  |   |                      |                      |                      |                      |                      |
| 1916-1917  | Bulldogs de Québec        | ANH           | 19 | 6                | 5                | 11               | 95               |                  |   |                      |                      |                      |                      |                      |
| 1917-1918  | Canadiens de Montréal     | LNH           | 21 | 8                | 7                | 15               | 100              | 2                | 0 | 1                    | 1                    | 12                   |                      |                      |
| 1918-1919  | Canadiens de Montréal     | LNH           | 16 | 7                | 2                | 9                | 135              | 5                | 0 | 0                    | 0                    | 26                   |                      |                      |
| 1918-1919  | Canadiens de Montréal     | Coupe Stanley |    |                  |                  |                  |                  | 5                | 0 | 0                    | 0                    | 6                    |                      |                      |
| Totaux LNH | Totaux LNH                | Totaux LNH    | 37 | 15               | 9                | 24               | 235              | 7                | 0 | 1                    | 1                    | 38                   |                      |                      |